# Stuart J Edelstein
Stuart J. Edelstein (né en 1941) est un biophysicien, professeur émérite de l'Université de Genève, professeur extraordinaire à l'École Normale Supérieure et chercheur invité à l'Institut Babraham.
Ses recherches portent sur les propriétés des protéines allostériques, dont les conformations et les activités sont affectées par la liaison des ligands. À l'aide de modèles mathématiques et de structures 3D, il a étudié la fonction de l'hémoglobine, résolvant la structure de la forme mutante conduisant à la drépanocytose. Il porte ensuite son attention sur la régulation allostérique des récepteurs des neurotransmetteurs, en particulier les récepteurs nicotiniques de l'acétylcholine en collaboration avec Jean-Pierre Changeux.